# Johann Raitz von Frentz
Johann Raitz von Frentz von und zu Schlenderhan (* vor 1600; † 1640) war Dompropst in Lüttich und Domherr in Münster und Speyer.

## Leben
Johann Raitz von Frentz entstammte als Sohn des Johann Raitz von Frentz (* 1526) und dessen Gemahlin Margarethe von Siegenhoven gen. von Amstel (* 1530) dem Adelsgeschlecht Raitz von Frentz, das zu den ältesten Schöffen- und Rittergeschlechtern der Reichsstadt Köln zählt. Die Familie wurde 1650 in den Reichsfreiherrnstand erhoben und am 25. Oktober 1652 vom Kurfürsten Maximilian Heinrich mit Odenkirchen und dem hiermit verknüpften Amt des Erbburggrafen des Erzstifts Köln belehnt. 
Über Johanns Vita ist nicht sehr viel bekannt. Er war Kanzler des Herzogs Johann Wilhelm und Pfalz-neuburgischer Geheimer Rat. Von 1617 bis 1635 bekleidete er das Amt des Domherrn in Münster und verzichtete hier zugunsten seines Cousins Johann Ebertin Raitz von Frentz. In diesem Jahre wurde er Dompropst in Lüttich und auch Domherr in Speyer.
In seinem Testament vom 30. Juli 1640 legte er die Schaffung einer Familienstiftung fest.